# Équipe de Belgique de football en 2017
Maillots
Chronologie
Saison précédente Saison suivante
L'équipe de Belgique de football dispute en 2017 la seconde partie des éliminatoires de la Coupe du monde ainsi que quatre rencontres amicales sans enregistrer la moindre défaite.

## Objectifs
L'unique objectif pour l'équipe belge en 2017 est de se qualifier pour la Coupe du monde en Russie.

## Résumé de la saison
Roberto Martínez est nommé comme successeur de Wilmots le 3 août 2016 et celui-ci se distingue rapidement par le choix marquant de l'ex-international français Thierry Henry au sein de son staff. La première rencontre de l'ère Martinez se solde malheureusement par une défaite (0-2) à domicile et en amical, face à son pays d'origine, l'Espagne, le 1er septembre 2016. Un match au cours duquel les Diables Rouges ont été privés de ballon et ridiculisés face à une Roja revencharde après un Euro considéré comme manqué, les joueurs belges sont d'ailleurs sortis sous les sifflets d'un public qui n'a pas reconnu son équipe. Cependant, la sélection belge et son staff reprennent du poil de la bête et démarrent en trombe la phase qualificative de la Coupe du monde 2018, alignant quatre victoires et inscrivant 21 goals contre 1 seul encaissé en seulement quatre rencontres, respectivement à Chypre (0-3), contre la Bosnie-Herzégovine à Bruxelles (4-0), à Loulé face à Gibraltar (0-6) et en écrasant à domicile l'Estonie (8-1), signant par la même occasion le troisième plus gros score en matches officiels, juste après un match nul insipide à Amsterdam en amical face aux Pays-Bas (1-1). L'enthousiasme s'éteint un peu début 2017 après que les Belges enchaînent deux partages décevants, contre la Grèce (1-1) à domicile dans le cadre des éliminatoires de la Coupe du monde et face à la Russie à Sotchi en amical (3-3), avant de s'imposer (2-1) mais sans convaincre à Bruxelles face à la Tchéquie dans une rencontre amicale initialement classée non officielle et dont les statistiques ne sont dès lors pas censées être prises en compte,, mais la FIFA opère un revirement, toutefois sans communiqué officiel, car lors de la publication officielle des équipes pour la Coupe du monde au Qatar en 2022, le total des sélections des joueurs l'ayant disputée inclut dorénavant également cette rencontre. À la suite de ces prestations plutôt frigides, les Diables tentent de renouer avec le succès lors du match retour face à l'Estonie à Tallinn. Malgré une victoire (0-2) face à des Estoniens combatifs, l'équipe belge ne parvient pas à se réconcilier avec ses fans. Toutefois, l'occasion leur sera donnée deux mois plus tard, lors du match retour face à Gibraltar à Sclessin. Lors de cette rencontre, les Belges pulvérisent littéralement les joueurs du territoire britannique d'outre-mer (9-0), égalant ainsi leur plus large victoire pour la seconde fois. Ils sécurisent ensuite leur participation à leur 13e Coupe du monde face à la Grèce (1-2) trois jours plus tard en inscrivant deux buts en cinq minutes dans un match excessivement fermé et défensif dans le chef des Grecs. Deux ultimes victoires face à la Bosnie-Herzégovine (3-4) à Sarajevo et contre Chypre (4-0) à domicile permettent à la Belgique d'égaler le record de buts inscrits lors d'une seule et même phase de qualification détenu par l'Allemagne (43 buts) et de figurer parmi les têtes de série pour le tirage au sort de la phase finale. Jan Vertonghen fut honoré avant la rencontre face à Chypre pour sa 97e sélection pour les Diables, battant ainsi le précédent record de Jan Ceulemans. D’autre part, Eden Hazard, capitaine attitré en l’absence de Vincent Kompany, a spontanément offert le brassard à Vertonghen pour l’occasion. Deux rencontres amicales, un nul à Bruxelles face au Mexique (3-3) et une courte victoire à Bruges contre les Samouraïs Bleus du Japon (1-0) clôturent l'année 2017 sans convaincre les observateurs, voire en décevant les médias étrangers qui attendent enfin la confirmation de cette myriade de stars qui composent les Diables Rouges à cet instant.

## Bilan de l'année
L'objectif est atteint, la Belgique est qualifiée pour la phase finale de la Coupe du monde 2018 au bout de neuf victoires et un nul, sans la moindre défaite, et en égalant le record de buts inscrits lors d'une seule et même phase de qualification détenu par l'Allemagne (43 buts). Les Belges sont en outre tête de série lors du tirage au sort qui a lieu le 1er décembre à 18 h (heure de Moscou) au Kremlin, à Moscou. Les Diables Rouges sont versés dans le groupe G en compagnie de l'Angleterre, la Tunisie et Panama et conservent leur 5e place au classement mondial de la FIFA.

### Coupe du monde 2018

#### Éliminatoires (zone Europe, Groupe H)
| Rang | Équipe             | Pts | J  | G | N | P  | Bp | Bc | Diff |  | Résultats (▼ dom., ► ext.) |     |     |     |     |     |     |
| ---- | ------------------ | --- | -- | - | - | -- | -- | -- | ---- |  | -------------------------- | --- | --- | --- | --- | --- | --- |
| 1    | Belgique           | 28  | 10 | 9 | 1 | 0  | 43 | 6  | +37  |  | Belgique                   |     | 1-1 | 4-0 | 8-1 | 4-0 | 9-0 |
| 2    | Grèce              | 19  | 10 | 5 | 4 | 1  | 17 | 6  | +11  |  | Grèce                      | 1-2 |     | 1-1 | 0-0 | 2-0 | 4-0 |
| 3    | Bosnie-Herzégovine | 17  | 10 | 5 | 2 | 3  | 24 | 13 | +11  |  | Bosnie-Herzégovine         | 3-4 | 0-0 |     | 5-0 | 2-0 | 5-0 |
| 4    | Estonie            | 11  | 10 | 3 | 2 | 5  | 13 | 19 | -6   |  | Estonie                    | 0-2 | 0-2 | 1-2 |     | 1-0 | 4-0 |
| 5    | Chypre             | 10  | 10 | 3 | 1 | 6  | 9  | 18 | -9   |  | Chypre                     | 0-3 | 1-2 | 3-2 | 0-0 |     | 3-1 |
| 6    | Gibraltar          | 0   | 10 | 0 | 0 | 10 | 3  | 47 | -44  |  | Gibraltar                  | 0-6 | 1-4 | 0-4 | 0-6 | 1-2 |     |

- Sélection directement qualifiée pour la Coupe du monde 2018
- Sélection barragiste

### Classement mondial FIFA
| Classement | Équipe    | Score total (déc. 2017) | Points précédents (déc. 2016) | Évolution | Position        |
| ---------- | --------- | ----------------------- | ----------------------------- | --------- | --------------- |
| 1          | Allemagne | 1 602                   | 1 433                         | +169      | en augmentation |
| 2          | Brésil    | 1 483                   | 1 544                         | -61       | en stagnation   |
| 3          | Portugal  | 1 358                   | 1 229                         | +129      | en augmentation |
| 4          | Argentine | 1 348                   | 1 634                         | -286      | en diminution   |
| 5          | Belgique  | 1 325                   | 1 368                         | -43       | en stagnation   |

Source : FIFA.

## Les matchs
| Coupe du monde 2018 Éliminatoires - Groupe H                  | Belgique   | 1 - 1                         | Grèce                                      | Stade Roi Baudouin Laeken, Belgique          |                                              |
| 25 mars 2017 · 20:45 heure locale · Historique des rencontres | Lukaku 89e | (0 – 0)                       | Mítroglou 46e                              | Spectateurs : 42 281 Arbitrage : Felix Brych | Spectateurs : 42 281 Arbitrage : Felix Brych |
| 25 mars 2017 · 20:45 heure locale · Historique des rencontres |            | Rapport (UEFA) Rapport (RBFA) | Tachtsídis 29e, 65e · Tzavéllas 42e, 90+5e | Spectateurs : 42 281 Arbitrage : Felix Brych | Spectateurs : 42 281 Arbitrage : Felix Brych |

| Match amical                                                  | Russie                                         | 3 - 3   | Belgique                              | Stade olympique Ficht Sotchi, Russie              |                                                   |
| 28 mars 2017 · 19:00 heure locale · Historique des rencontres | Vassine 3e · Mirantchouk 74e · Boukharov 90+2e | (1 – 3) | Mirallas 17e (pen.) · Benteke 42e 45e | Spectateurs : 39 000 Arbitrage : Szymon Marciniak | Spectateurs : 39 000 Arbitrage : Szymon Marciniak |
| 28 mars 2017 · 19:00 heure locale · Historique des rencontres | Rapport (RBFA) Rapport                         |         |                                       | Spectateurs : 39 000 Arbitrage : Szymon Marciniak | Spectateurs : 39 000 Arbitrage : Szymon Marciniak |

| Match amical                                                 | Belgique                     | 2 - 1   | Tchéquie     | Stade Roi Baudouin Laeken, Belgique                  |                                                      |
| 5 juin 2017 · 20:45 heure locale · Historique des rencontres | Batshuayi 25e · Fellaini 52e | (1 – 1) | Krmenčík 29e | Spectateurs : 28 000 Arbitrage : Sandro Schärer (en) | Spectateurs : 28 000 Arbitrage : Sandro Schärer (en) |
| 5 juin 2017 · 20:45 heure locale · Historique des rencontres | Rapport (RBFA) Rapport       |         |              | Spectateurs : 28 000 Arbitrage : Sandro Schärer (en) | Spectateurs : 28 000 Arbitrage : Sandro Schärer (en) |

Note : Les fédérations respectives n'ayant pas rempli les démarches nécessaires, la FIFA et l'UEFA ne considèrent pas cette rencontre comme officielle, les deux entraîneurs s'étaient néanmoins engagés à ne pas effectuer plus de six remplacements.
| Coupe du monde 2018 Éliminatoires - Groupe H                 | Estonie            | 0 - 2                         | Belgique                 | A. Le Coq Arena Tallinn, Estonie                  |                                                   |
| 9 juin 2017 · 20:45 heure locale · Historique des rencontres |                    | (0 – 1)                       | Mertens 31e · Chadli 86e | Spectateurs : 10 176 Arbitrage : John Beaton (en) | Spectateurs : 10 176 Arbitrage : John Beaton (en) |
| 9 juin 2017 · 20:45 heure locale · Historique des rencontres | Dmitrijev (en) 44e | Rapport (UEFA) Rapport (RBFA) |                          | Spectateurs : 10 176 Arbitrage : John Beaton (en) | Spectateurs : 10 176 Arbitrage : John Beaton (en) |

| Coupe du monde 2018 Éliminatoires - Groupe H                  | Belgique                                                                                   | 9 - 0                         | Gibraltar        | Stade Maurice Dufrasne Liège, Belgique           |                                                  |
| 31 août 2017 · 20:45 heure locale · Historique des rencontres | Mertens 16e · Meunier 18e 61e 67e · Lukaku 21e 38e 84e (pen.) · Witsel 27e · E. Hazard 45e | (6 – 0)                       |                  | Spectateurs : 24 050 Arbitrage : Neil Doyle (en) | Spectateurs : 24 050 Arbitrage : Neil Doyle (en) |
| 31 août 2017 · 20:45 heure locale · Historique des rencontres | Witsel 40e                                                                                 | Rapport (UEFA) Rapport (RBFA) | Barnett (en) 82e | Spectateurs : 24 050 Arbitrage : Neil Doyle (en) | Spectateurs : 24 050 Arbitrage : Neil Doyle (en) |

| Coupe du monde 2018 Éliminatoires - Groupe H                      | Grèce                         | 1 - 2   | Belgique                    | Stade Karaïskakis Le Pirée, Grèce                 |                                                   |
| 3 septembre 2017 · 21:45 heure locale · Historique des rencontres | Zeca 73e                      | (0 – 0) | Vertonghen 70e · Lukaku 74e | Spectateurs : 29 465 Arbitrage : Szymon Marciniak | Spectateurs : 29 465 Arbitrage : Szymon Marciniak |
| 3 septembre 2017 · 21:45 heure locale · Historique des rencontres | Rapport (UEFA) Rapport (RBFA) |         |                             | Spectateurs : 29 465 Arbitrage : Szymon Marciniak | Spectateurs : 29 465 Arbitrage : Szymon Marciniak |

| Coupe du monde 2018 Éliminatoires - Groupe H                    | Bosnie-Herzégovine                     | 3 - 4   | Belgique                                                   | Stade Grbavica Sarajevo, Bosnie-Herzégovine    |                                                |
| 7 octobre 2017 · 18:00 heure locale · Historique des rencontres | Medunjanin 30e · Višća 39e · Đumić 82e | (2 – 1) | Meunier 4e · Batshuayi 59e · Vertonghen 68e · Carrasco 84e | Spectateurs : 9 657 Arbitrage : William Collum | Spectateurs : 9 657 Arbitrage : William Collum |
| 7 octobre 2017 · 18:00 heure locale · Historique des rencontres | Rapport (UEFA) Rapport (RBFA)          |         |                                                            | Spectateurs : 9 657 Arbitrage : William Collum | Spectateurs : 9 657 Arbitrage : William Collum |

| Coupe du monde 2018 Éliminatoires - Groupe H                     | Belgique                                              | 4 - 0   | Chypre | Stade Roi Baudouin Laeken, Belgique         |                                             |
| 10 octobre 2017 · 20:45 heure locale · Historique des rencontres | E. Hazard 12e 63e (pen.) · T. Hazard 52e · Lukaku 78e | (1 – 0) |        | Spectateurs : 37 765 Arbitrage : Luca Banti | Spectateurs : 37 765 Arbitrage : Luca Banti |
| 10 octobre 2017 · 20:45 heure locale · Historique des rencontres | Rapport (UEFA) Rapport (RBFA)                         |         |        | Spectateurs : 37 765 Arbitrage : Luca Banti | Spectateurs : 37 765 Arbitrage : Luca Banti |

Note : Jan Vertonghen fut honoré avant la rencontre pour sa 97e sélection pour les Diables Rouges, battant ainsi le précédent record de 96 capes détenu par Jan Ceulemans. D'autre part, Eden Hazard, capitaine attitré en l'absence de Vincent Kompany, a spontanément offert le brassard à Vertonghen pour l'occasion.
| Match amical                                                      | Belgique                       | 3 - 3   | Mexique                              | Stade Roi Baudouin Laeken, Belgique                   |                                                       |
| 10 novembre 2017 · 20:45 heure locale · Historique des rencontres | E. Hazard 17e · Lukaku 55e 70e | (1 – 1) | Guardado 38e (pen.) · Lozano 56e 60e | Spectateurs : 40 956 Arbitrage : Paolo Mazzoleni (en) | Spectateurs : 40 956 Arbitrage : Paolo Mazzoleni (en) |
| 10 novembre 2017 · 20:45 heure locale · Historique des rencontres | Rapport (RBFA) Rapport         |         |                                      | Spectateurs : 40 956 Arbitrage : Paolo Mazzoleni (en) | Spectateurs : 40 956 Arbitrage : Paolo Mazzoleni (en) |

| Match amical                                                      | Belgique               | 1 - 0   | Japon | Stade Jan-Breydel Bruges, Belgique              |                                                 |
| 14 novembre 2017 · 20:45 heure locale · Historique des rencontres | Lukaku 72e             | (0 – 0) |       | Spectateurs : 25 500 Arbitrage : Danny Makkelie | Spectateurs : 25 500 Arbitrage : Danny Makkelie |
| 14 novembre 2017 · 20:45 heure locale · Historique des rencontres | Rapport (RBFA) Rapport |         |       | Spectateurs : 25 500 Arbitrage : Danny Makkelie | Spectateurs : 25 500 Arbitrage : Danny Makkelie |

## Les joueurs
| Joueurs            | Joueurs                  | QCM 2018 | Amical | Amical | QCM 2018 | QCM 2018 | QCM 2018 | QCM 2018 | QCM 2018 | Amical | Amical |
| ------------------ | ------------------------ | -------- | ------ | ------ | -------- | -------- | -------- | -------- | -------- | ------ | ------ |
| Gardiens de but    |                          |          |        |        |          |          |          |          |          |        |        |
| Thibaut Courtois   | Chelsea                  | 90       |        | 90     | 90       | 90       | 90       | 90       | 90       | 90     | r      |
| Simon Mignolet     | Liverpool                | r        | 90     | r      | r        | r        | r        | r        | r        | r      | 90     |
| Matz Sels          | Newcastle United         | r        | r      |        |          |          |          |          |          |        |        |
| Koen Casteels      | VfL Wolfsbourg           |          | r      | r      | r        | r        | r        | r        | r        | r      | r      |
| Défenseurs         |                          |          |        |        |          |          |          |          |          |        |        |
| Toby Alderweireld  | Tottenham Hotspur        | 90       | 90     | 90     | 90       | 90       | 90       | 90       | 90       |        |        |
| Laurent Ciman      | Impact de Montréal       | 84e      |        |        | r        | r        | r        | r        | 90       | 90 38e | r      |
| Jan Vertonghen     | Tottenham Hotspur        | 90       | 90     | 90     | 90       | 90       | 90       | 90       | 90       |        | 90     |
| Thomas Vermaelen   | AS Roma                  | r        | 90e    | 46e    | r        | r        | 90       | 90 54e   | r        | 90     | 90     |
| Leander Dendoncker | RSC Anderlecht           | r        | r      | r      | r        | r        | 89e      | 29e      | r        | r      | r      |
| Dedryck Boyata     | Celtic Glasgow           |          | 90e    | r      |          |          |          | r        | r        | 90     |        |
| Vincent Kompany    | Manchester City          |          |        | 46e    | 90       | 90       |          |          |          |        |        |
| Jordan Lukaku      | Lazio Rome               |          |        |        |          | r        |          |          |          | r      | 84e    |
| Christian Kabasele | Watford                  |          |        |        |          |          |          | r        | r        |        | 90     |
| Milieux            |                          |          |        |        |          |          |          |          |          |        |        |
| Axel Witsel        | Tianjin Quanjian FC      | 90 73e   | 66e    |        | 90       | 40e      |          |          | 90       | 90     | 84e    |
| Marouane Fellaini  | Manchester United        | 66e 40e  |        | 46e    | 90       | 89e      | 29e      |          |          |        |        |
| Radja Nainggolan   | AS Roma                  | 90       | 90     | 46e    | r        |          |          |          |          |        |        |
| Nacer Chadli       | West Bromwich Albion     | 90       | 77e    | 90     | 90       |          | 79e      | 86e      | 90       | 90     | 84e    |
| Yannick Carrasco   | Atlético Madrid          | 90       | 77e    | 88e    | 90       | 90       | 79e 76e  | 86e 21e  |          |        |        |
| Thorgan Hazard     | Borussia Mönchengladbach | r        | 84e    | 88e    | r        | 77e      | r        | r        | 90       | 85e    | 90     |
| Thomas Foket       | KAA La Gantoise          | r        | 90     | r      |          |          |          |          |          |        |        |
| Youri Tielemans    | RSC Anderlecht           | r        | 66e    | 46e    | r        | 85e      | r        | 46e      | 90       | 46e    | r      |
| Mousa Dembélé      | Tottenham Hotspur        | 66e      | 84e    |        |          | 46e      | 74e 51e  |          |          | 46e    | 62e    |
| Kevin De Bruyne    | Manchester City          |          |        | 90     | 90       | 85e      | 90 90+2e | 90       | 77e      | 46e    | 62e    |
| Thomas Meunier     | Paris Saint-Germain      |          |        |        |          | 90       | 90 50e   | 90       | 66e      | 90     | 90     |
| Steven Defour      | Burnley FC               |          |        |        |          | r        | r        | r        | r        | r      | 84e    |
| Attaquants         |                          |          |        |        |          |          |          |          |          |        |        |
| Dries Mertens      | SSC Naples               | 90 60e   | 66e    | 46e    | 81e      | 46e      | 90       | 46e      | 56e      | 46e    | 60e    |
| Romelu Lukaku      | Everton                  | 90 90+5e | 77e    | 46e    | 90       | 90       | 90       |          | 66e      | 88e    | 74e    |
| Kevin Mirallas     | Everton                  | 84e      | 66e    | 46e    | r        |          | r        | r        | r        | r      | 60e    |
| Divock Origi       | Liverpool                | r        | r      |        | r        |          |          | r        | r        | 88e    | 74e    |
| Christian Benteke  | Crystal Palace           | r        | 77e    | 46e    | r        | r        | r        |          |          |        |        |
| Michy Batshuayi    | Chelsea                  | r        | r      | 46e    | 81e      | r        | r        | 90 90+2e | 56e      |        |        |
| Eden Hazard        | Chelsea                  |          |        |        |          | 77e      | 74e      | 90       | 77e      | 85e    |        |
| Adnan Januzaj      | Real Sociedad            |          |        |        |          |          |          |          |          | r      | r      |
| Laurent Depoitre   | Huddersfield Town        |          |        |        |          |          |          |          |          | r      | r      |

Un « r » indique un joueur qui était parmi les remplaçants mais qui n'est pas monté au jeu.
1. 1 2 3  Dernière sélection officielle pour le joueur.
2. ↑  Premier but officiel pour le joueur.

## Aspects socio-économiques

### Audiences télévisuelles
| Jour de diffusion | Match                         | Compétition    | Diffuseur francophone | Téléspectateurs | Part d'audience | Diffuseur néerlandophone | Téléspectateurs | Part d'audience |
| ----------------- | ----------------------------- | -------------- | --------------------- | --------------- | --------------- | ------------------------ | --------------- | --------------- |
| 25 mars 2017      | Belgique - Grèce              | Coupe du monde | La Une                | 735 183         | 43,7%           | Één                      | 1 298 621       | 52,9%           |
| 28 mars 2017      | Russie - Belgique             | Amical         | La Une                | 497 624         | 37,9%           | Canvas                   | 566 571         | n.c.            |
| 5 juin 2017       | Belgique - Tchéquie           | Amical         | La Une                | n.c.            | n.c.            | Één                      | 1 201 052       | n.c.            |
| 9 juin 2017       | Estonie - Belgique            | Coupe du monde | La Une                | n.c.            | n.c.            | Één                      | 1 235 858       | n.c.            |
| 31 août 2017      | Belgique - Gibraltar          | Coupe du monde | La Une                | 766 351         | 44,7%           | Één                      | 1 265 253       | 51,7%           |
| 3 septembre 2017  | Grèce - Belgique              | Coupe du monde | La Une                | 884 570         | 45,9%           | Één                      | 1 464 830       | 59,2%           |
| 7 octobre 2017    | Bosnie-Herzégovine - Belgique | Coupe du monde | La Une                | 598 375         | 44,5%           | Één                      | 1 159 377       | 61,3%           |
| 10 octobre 2017   | Belgique - Chypre             | Coupe du monde | La Une                | 810 638         | 42,7%           | Één                      | 1 443 242       | 50,6%           |
| 10 novembre 2017  | Belgique - Mexique            | Amical         | La Une                | 751 781         | 45,5%           | Één                      | 1 099 069       | 39,3%           |
| 14 novembre 2017  | Belgique - Japon              | Amical         | La Une                | 636 711         | 34,9%           | VTM                      | 1 116 994       | 37,3%           |

Source : CIM.

## Sources

### Statistiques
1. ↑  « CLASSEMENT MASCULIN », sur fifa.com, FIFA, 21 décembre 2017 (consulté le 4 juillet 2021)
2. ↑  (nl) « Kijkcijfers: maandag 27 en dinsdag 28 maart 2017 », sur tvvisie.be, 29 mars 2017 (consulté le 4 juillet 2021)
3. ↑  (nl) « Kijkcijfers: 2, 3, 4 en 5 juni 2017 », sur tvvisie.be, 6 juin 2017 (consulté le 4 juillet 2021)
4. ↑  (nl) « Kijkcijfers: 9, 10 en 11 juni 2017 », sur tvvisie.be, 12 juin 2017 (consulté le 4 juillet 2021)
5. ↑  « RÉSULTATS PUBLICS », sur cim.be, CIM